# Атакан Каразор
Атакан Каразор (нім. Atakan Karazor, нар. 13 жовтня 1996, Ессен, Німеччина) — німецький футболіст турецького походження, опорний півзахисник клуба «Штутгарт».

## Ігрова кар'єра
Атакан Каразор народився у місті Ессен і є вихованцем футбольного клубу «Бохум», де грав за молодіжний склад з 2012 року.
У 2015 році футболіста запросила до свого складу дортмундська «Боруссія». Але до першої команди Каразор так і не пробився, два сезони відігравши у дублі у турнірі Західної Регіональної ліги.
У 2017 році футболіст перейшов до клубу Другої Бундесліги «Гольштайн» з міста Кіль. Саме там Каразор привернув увагу до своєї гри і влітку 2019 року його запросив до свого складу ще один клуб Другої Бундесліги — «Штутгарт», з яким футболіст підписав контракт до 2023 року. Цей трансфер обійшовся «швабам» близько 1 млн євро. Вже наступного року разом з клубом Каразор піднявся до Бундесліги.

## Титули і досягнення
- Володар Кубка Німеччини (1):

«Штутгарт»: 2024-25